# Kim Hjongdzsik megye
Kim Hjongdzsik megye (hangul: 김형직군, Kimhjongdzsik-kun, handzsa: 金亨稷郡, RR: Kimhyŏngjik-kun) régebbi, 1988 előtti nevén Hucshang (hangul: 후창군, Hucshang-kun, handzsa: 厚昌郡, RR: Huch'ang-kun, ’bőséges virágzás’) megye Észak-Koreában, Rjanggang (Ryanggang) tartományban.
1869-ben jött létre, Hudzsu (후주, Huju) és Mucshang (무창, Much'ang) megyék egyesítésével.

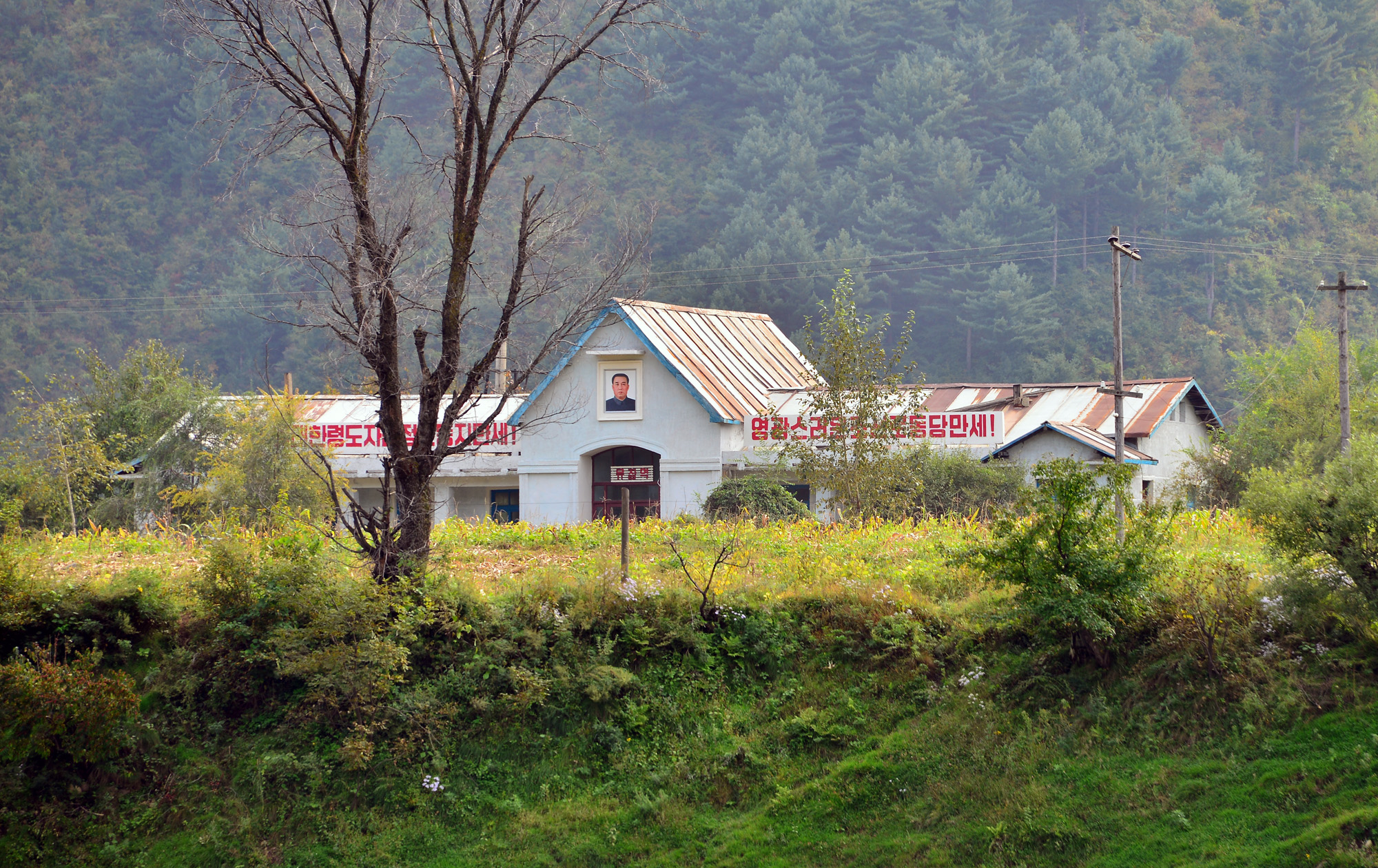
A mucshang (much'ang)i vasútállomás

1988 óta a megye az egykori japánellenes partizán, Kim Hjongdzsik (Kim Hyŏng-jik) nevét viseli.

## Földrajza
Északról a Jalu, keletről Kim Dzsongszuk (Kim Jŏng-suk) megye, nyugatról Csagang (Chagang) tartomány Csunggang (Chunggang), Csaszong (Chasŏng), Hvaphjong (Hwapyŏng) megyéi, délről és délnyugatról pedig Rangnim (Rangrim) megyéje határolja.
Legmagasabb pontja a 2185 méter magas Hiszekpong (희색봉; 稀塞峯, Hŭisaekpong).

## Közigazgatása
1 községből (up (ŭp)) 9 faluból (ri (ri)) és 6 munkásnegyedből (rodongdzsagu (rodongjagu)) áll:
| - Kimhjongdzsik-up (김형직읍; 金亨稷邑, Kimhyŏngjik-ŭp) - Kumcshang-ri (금창리; 金昌里, Kŭmch'ang-ri) - Teung-ri (대응리; 大鷹里, Taeŭng-ri) - Tudzsi-ri (두지리; 杜芝里, Tuji-ri) - Radzsuk-ri (라죽리; 羅竹里, Rajuk-ri) - Rjonszong-ri (련송리; 蓮松里, Ryŏnsong-ri) - Rjonha-ri (련하리; 蓮下里, Ryŏnha-ri) - Mucshang-ri (무창리; 茂昌里, Much'ang-ri) | - Pudzson-ri (부전리; 富田里, Pujŏn-ri) - Csukcson-ri (죽전리; 竹田里, Chukchŏn-ri) - Koup-rodongdzsagu (고읍로동자구; 古邑勞動者區, Koŭp-rodongjagu) - Namsza-rodongdzsagu (남사로동자구; 南社勞動者區, Namsa-rodongjagu) - Rothan-rodongdzsagu (로탄로동자구; 蘆灘勞動者區, Rot'an-rodongjagu) - Rongnim-rodongdzsagu (록림로동자구; 綠林勞動者區, Rokrim-rodongjagu) - Jonpho-rodongdzsagu (연포로동자구; 鉛浦勞動者區, Yŏnp'o-rodongjagu) - Volthan-rodongdzsagu (월탄로동자구; 月灘勞動者區, Wŏlt'an-rodongjagu) |

## Gazdaság
Kim Hjongdzsik (Kim Hyŏng-jik) megye gazdasága erdőgazdálkodásból, könnyűiparból, és mezőgazdaságból épül fel. Főbb termékei: élelmiszer, ruházat, hétköznapi cikkek. A megye termelésének közel felét az erdőgazdálkodás teszi ki. Az erdőgazdálkodásban két helyi vállalkozás jeleskedik: a Szangcshang (Sangch'ang) és a Rothan (Rot'an) faiskola.

## Oktatás
Kim Hjongdzsik (Kim Hyŏng-jik) megyében egy mezőgazdasági-erdőgazdálkodási szakiskola, és 28 középiskola található. A megye továbbá otthonául szolgál a Kim Szongdzsu (Kim Sŏngju) Kisdiákok Palotájának, és a Phophjong (P'op'yŏng) Központi Ifjúsági Tábornak.

## Egészségügy
A megye 6 orvosi rendelővel, köztük saját kórházzal is rendelkezik.

## Közlekedés
Hjeszan (Hyesan)nal és Manphó (Manp'ó)val vasúti összeköttetésben van, de közutakon is megközelíthető.